# Irene Bedard
Irene Bedard (ur. 22 lipca 1967 w Anchorage) – amerykańska aktorka filmowa i dubbingowa inuicko-indiańskiego pochodzenia.

## Życiorys
Bedard urodziła się w Anchorage na Alasce. Jej matka była pochodzenia inuickiego, zaś ojciec pochodził z indiańskiego plemienia Kri. Aktorka ukończyła Dimond High School w Anchorage w 1985 roku.
Jej kariera aktorska od początku skupiała się na odgrywaniu przeważnie ról rdzennych Amerykanów.

## Życie prywatne
W 1993 roku poślubiła muzyka Denny Wilson. Para rozwiodła się w 2012 po tym, jak Bedard oskarżyła męża o domniemanie znęcanie się nad nią. Wilson wszystkiemu zaprzeczył.

## Filmografia
- 1994: Squanto: Ostatni wielki wojownik – Nakooma
- 1995: Pocahontas – Pocahontas
- 1998: Znaki dymne – Suzy Song
- 1998: Pocahontas 2: Podróż do Nowego Świata – Pocahontas
- 2018: Ralph Demolka w internecie – Pocahontas